# Protestantyzm w Nigerii

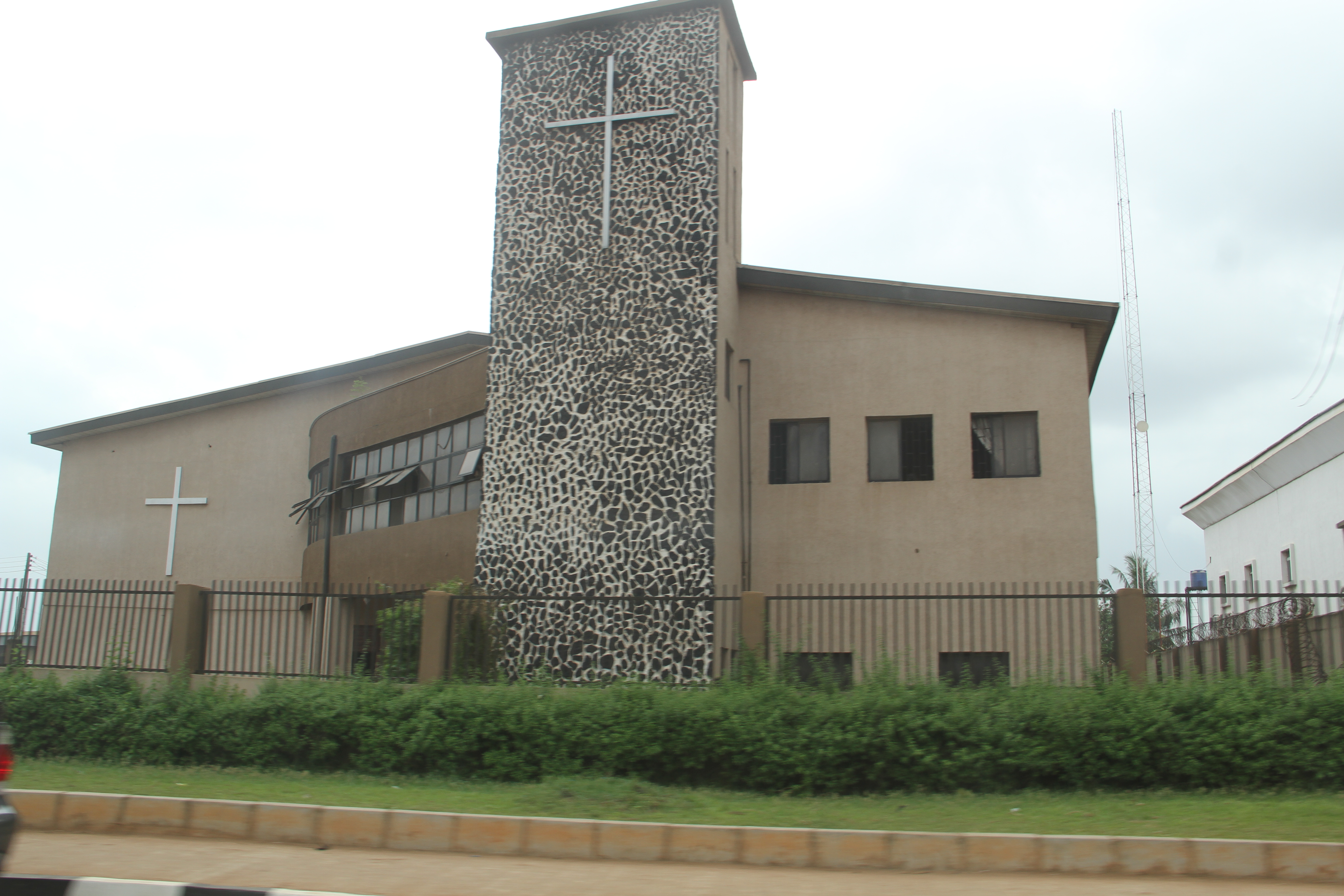
Kościół Anglikański w Sagamu.

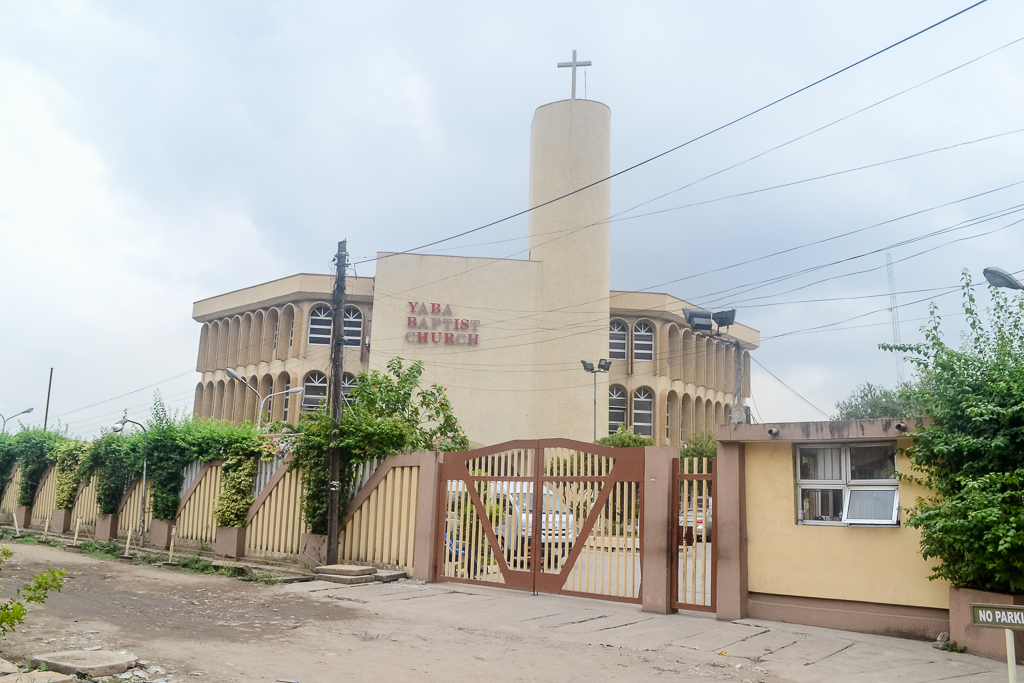
Kościół Baptystyczny Yaba, w Lagos.

Protestantyzm w Nigerii – składa się z ponad 4000 denominacji funkcjonujących w Nigerii. Według różnych statystyk obejmuje od 26 do 42% ludności Nigerii (wliczając rodzime Kościoły afrochrześcijańskie). Szczególnie popularny wśród ludności Joruba, Ijaw i Edo.
Najwięcej wiernych (ponad 10 mln) posiadają anglikanie, zielonoświątkowcy i rodzime Kościoły afrykańskie. Inne wspólnoty liczące więcej jak 1 milion wiernych to: baptyści, Ewangeliczny Kościół Zachodniej Afryki, metodyści, Kościoły Chrystusowe, kalwini i luteranie.

## Historia
Jako jeden z pierwszych chrześcijańską działalność misjonarską w Nigerii prowadził pastor metodystyczny Thomas Birch Freeman, który przybył do kraju we wrześniu 1842 roku. W ślad za nim poszedł Henry Townsend z Kościelnego Towarzystwa Misyjnego (Church Missionary Society) w grudniu 1842 roku. Społeczność w Badagri była jednak wrogo nastawiona do misjonarzy, stąd większość misjonarzy wyjechało do Abeokuta. Do końca XIX wieku przybyli także baptyści i anglikanie.
W latach 1918–1933 powstało wiele rodzimych Kościołów o charakterze zielonoświątkowym, takich jak: Chrystusowy Kościół Apostolski, Kościół Cherubów i Serafinów, Kościół Pana „Aladura”. Kościoły te zostały założone przez plemię Joruba z południowo-zachodniej Nigerii. W Kościołach tych praktykuje się uzdrowienia przez wiarę, wizje, głośne modlitwy, klaskanie, mówienie językami i zwiedzanie świętych miejsc wprowadzone z afrykańskich religii tradycyjnych.
W 1939 roku misję rozpoczęła zielonoświątkowa denominacja Zbory Boże. W 2016 roku Zbory Boże w Nigerii liczyły 3,1 mln wiernych, w blisko 12 tys. zborach.
Tysiące osób w północnej i środkowej Nigerii zginęło w ostatnich latach w wyniku prześladowań chrześcijan ze strony społeczności muzułmańskiej.

## Statystyki
Dane statystyczne według książki Patricka Johnstona i Jasona Mandryka pt. „Operation World”, kiedy Nigeria liczyła 158,3 miliona mieszkańców (2010 r.):
| Denominacja                               | Liczba wiernych | Procent ludności |
| ----------------------------------------- | --------------- | ---------------- |
| Kościół Nigerii                           | 19 950 000      | 12,6%            |
| Konwencja Baptystyczna                    | 6 500 000       | 4,1%             |
| Ewangeliczny Kościół Zachodniej Afryki    | 6 000 000       | 3,8%             |
| Kościół Apostolski                        | 4 500 000       | 2,84%            |
| Niebiański Kościół Chrystusa (afr.)       | 3 880 000       | 2,45%            |
| Kościół Chrystusowy w Nigerii             | 3 350 000       | 2,12%            |
| Kościół Cherubów i Serafów                | 3 050 000       | 1,93%            |
| Zbory Boże                                | 2 890 000       | 1,83%            |
| Apostolski Kościół Chrystusa              | 2 625 000       | 1,66%            |
| Kościół Metodystyczny                     | 2 250 000       | 1,42%            |
| Odkupiony Chrześcijański Kościół Boży     | 2 250 000       | 1,42%            |
| Kościół Boży – Misja Międzynarodowa       | 1 830 000       | 1,16%            |
| Kościół Pana „Aladura”                    | 1 780 000       | 1,12%            |
| Luterański Kościół Chrystusa              | 1 745 000       | 1,1%             |
| Kościół Ewangelicko-Reformowany           | 1 700 000       | 1,07%            |
| Kościół Prezbiteriański                   | 1 000 000       | 0,63%            |
| Posługa Głębszego Życia Chrześcijańskiego | 825 000         | 0,52%            |
| Gospel Faith Mission                      | 625 000         | 0,39%            |
| Living Faith Ministries                   | 625 000         | 0,39%            |
| Charis Fellowship International           | 600 000         | 0,38%            |
| Kościół Braci w Nigerii                   | 540 000         | 0,34%            |
| Zjednoczony Kościół Metodystyczny         | 500 000         | 0,32%            |
| Kościół Poczwórnej Ewangelii              | 470 000         | 0,3%             |
| Kościół Adwentystów Dnia Siódmego         | 395 000         | 0,25%            |